# Leuvense Overkoepelende KringOrganisatie
De Leuvense Overkoepelende KringOrganisatie (LOKO) is de studentenkoepel van de Leuvense studenten. LOKO heeft een aantal verschillende functies. Op vertegenwoordigingsvlak is ze in feite de campus-studentenraad van de KU Leuven, campus Leuven. Op het vlak van cultuur, sport en sociale aangelegenheden vertegenwoordigt zij ook de hogeschoolstudenten van de UC Leuven-Limburg. Daarnaast organiseert LOKO activiteiten voor alle Leuvense studenten, en biedt ze diensten aan die voornamelijk gericht zijn op de ondersteuning van studentenkringen en andere studentenverenigingen.
LOKO bestaat intern uit een ploeg van vrijwilligers en enkele ondersteunende stafmedewerkers, maar is eigenlijk in eerste instantie opgebouwd uit de 29 universitaire faculteitskringen en de 8 studentenkringen en 3 studentenraden van de hogescholen. Dit zijn de studentenverenigingen die de studenten van een bepaalde studierichting vertegenwoordigen.
Tot academiejaar 2012-2013 was LOKO de algemene studentenraad van de KU Leuven. Sinds de integratie van de academische hogeschoolopleidingen in de universiteit is de Studentenraad KU Leuven de decretale studentenraad van de KU Leuven. LOKO is op vertegenwoordigingsvlak geëvolueerd naar een campusraad, waar plaatsgebonden materie (zoals lokale studentenvoorzieningen, mobiliteit, toegankelijkheid, diversiteit, voeding, gezondheid, cultuur, sport, stad Leuven, politie Leuven, e.d.) besproken wordt.

## Interne organisatie
LOKO bestaat uit faculteitskringen, studentenorganisaties verbonden aan een studierichting/faculteit. Binnen deze structuur kunnen zij samenwerken rond allerlei thema's en komen ze tot gezamenlijke standpunten.
Het belangrijkste orgaan van LOKO is de Algemene Vergadering (AV). Deze vergadering bestaat uit vertegenwoordigers van de faculteitskringen. Zij beslist over de standpunten inzake sociale studentenvoorzieningen (enkel voor campus Leuven), over kringoverkoepelende activiteiten en over de financiële en organisatorische aspecten van LOKO.
Voor wat sport- en culturele activiteiten betreft, heeft de AV haar bevoegdheden aan LOKO Sport en LOKO Cultuur gedelegeerd. Via deze organen organiseert LOKO activiteiten als de 24 urenloop, het beeldende-kunstenfestival Ithaka en de beiaardcantus.
Verder is er LOKO International, een afdeling die de internationale studentengemeenschap van de KU Leuven bijeenbrengt, integratie bevordert en de internationale studenten vertegenwoordigt.
Ten slotte vallen ook studentenblad Veto en The Voice onder de paraplu van LOKO, maar zij werken inhoudelijk onafhankelijk. De redactievergadering, bestaande uit vrijwilligers, draagt deze bladen.

## Geledingen

### LOKO Cultuur
Voor de reorganisatie van LOKO stond LOKO Cultuur bekend onder de naam Kultuurraad. De meeste Leuvense studenten zullen LOKO Cultuur kennen van de organisatie van het beeldende kunstenfestival Ithaka en van het Groot Dictee der Leuvense Studenten. Het Groot Dictee der Leuvense Studenten is de belangrijkste taalwedstrijd op het grondgebied van de stad Leuven en gaat uit van de studentenraad van de Katholieke Universiteit Leuven. Het is de culturele pendant van de 24 urenloop. De eerste editie vond plaats op 18 november 2008, en sindsdien wordt het dictee ieder jaar in november georganiseerd. Het vindt telkens plaats in de Leuvense Aula Pieter De Somer.
Het dictee wordt ieder jaar geschreven door een bekende professor van de faculteit Letteren. In 2008 was dit Herman De Dijn, in 2009 Willy Smedts, in 2010 en 2011 Hugo Brems en in 2012 Paul Claes. Het dictee wordt telkens gedicteerd door een bekende Vlaamse mediafiguur, zoals Jan Hautekiet of Martine Tanghe.
LOKO Cultuur organiseert ook het interfacultair theaterfestival voor de faculteitskringen in Leuven.

### LOKO International
LOKO International richt zich op alle buitenlandse studenten die in Leuven studeren. LOKO International geeft een Engelstalig blad uit, genaamd The Voice. 

### LOKO Sport
Voor de reorganisatie van LOKO vanaf academiejaar 2005-2006 stond het beter bekend als Sportraad. Bij de meeste studenten is LOKO Sport bekend door de organisatie van de 24 urenloop. LOKO Sport organiseert ook de Interfacultaire Beker, de Erasmuscup, de Studentenmarathon en het afsluitend studententoernooi. Het LOKO-sportsecretariaat bevindt zich in gebouw De Nayer in Heverlee.

### LOKO Evenementen
De activiteitencoördinator draagt de verantwoordelijkheid over de ontspannende activiteiten van LOKO. De coördinator staat in voor de organisatie en ondersteuning van activiteiten die door de verschillende kringen samen worden georganiseerd zoals LOKOmotion, de driejaarlijkse beiaardcantus, en probeert nieuwe activiteiten vorm te geven. Verder staat hij/zij ook in voor de interne en externe teambuilding van LOKO.

### LOKO Sociaal
LOKO heeft verder ook op sociaal vlak een vertegenwoordiging. Dit bestaat uit: Acco, Alma, diversiteit, duurzaamheid, mobiliteit, stad en studentenvoorzieningen. Hierbij vertegenwoordigt LOKO de studentenstem in diverse organisaties.

## Geschiedenis
LOKO is ontstaan in 1986 als opvolger van de Algemene Studentenraad (ASR). Die was sinds 1968 de overkoepeling van een aantal raden en organisaties van studenten aan de KU Leuven. Dit waren de 'geledingen' van LOKO. Elk van deze geledingen had zijn eigen materie en geschiedenis. In de loop der jaren zijn zij steeds verder geïntegreerd geraakt, tot in 2005 een echte fusie plaatsvond.
De integratie van de verschillende geledingen verliep zeker niet van een leien dakje. Enkele punten van discussie waren:
- de macht van een eventuele overkoepelende vergadering over de raden
- de invloed van de 'vrijgestelden'
- de mate waarin Veto de mening van de Algemene Studentenraad/LOKO moest verkondigen

In 1984 leidde dit tot een afscheuring van de Algemene Studentenraad. De aanleiding van die afscheuring waren de antirakettenbetogingen van het midden van de jaren tachtig. Een aantal kringen - waaronder Economica, Romania, het Vlaams Rechtsgenootschap en de Vlaamse Technische Kring - waren van mening dat de Algemene Studentenraad niet aan zo'n politieke manifestaties mocht deelnemen en richtten toen de Kring Unie Leuven (Krul) op. De studenten werden zo vertegenwoordigd door twee concurrerende organisaties: Krul en ASR. Krul richtte ook zijn eigen studentenblad op: Faze. In 1986 komen beide blokken weer samen en zo ontstond LOKO, weliswaar zonder Economica, dat pas twee jaar later tot LOKO toetrad. Met tussenpozen bleef de discussie over de bevoegdheden van de overkoepelende vergadering de kop opsteken. Dit leidde in 2005 tot het huidige LOKO.
Eind jaren 90 zijn studentenvereniging ULYSSIS, die zich bezighoudt met computers en internet, en studentenradio Scorpio even een geleding geweest van LOKO.
De verschillende geledingen van LOKO zijn dus ouder dan LOKO zelf en hebben hun eigen geschiedenis.
De geledingen van LOKO waren: Sociale Raad, Kringraad, Kultuurraad, Sportraad, Portulaca, Studentenblad Veto en internationaal studentenblad The Voice.
Vier geledingen waren zogenaamde raden, omdat hun werking gebaseerd was op een Algemene Vergadering van kringvertegenwoordigers (van de faculteitskringen). Deze AV vormde het hoogste orgaan, nam de beslissingen en bepaalde de standpunten. De raden waren: Sociale Raad, Kringraad, Kultuurraad en Sportraad.

### Sociale Raad
De Sociale Raad is in 1964 ontstaan om structureel overleg te krijgen tussen de studenten in de bestuursorganen van de sociale voorzieningen. Sociale Raad hield zich voornamelijk bezig met socio-economische drempels aan de universiteit en nam de sociale sector voor zijn rekening. Goede voorbeelden zijn Alma waar men voor weinig geld kan eten, Acco waar de cursussen goedkoop en kwaliteitsvol gedrukt worden, Studentenvoorzieningen waar men inspraak heeft over huisvesting, doelgroepenbeleid, beurzen aan studenten, jobdienst en Velo waar men goedkoop een fiets kan huren en laten repareren. Sociale Raad heeft heel wat ups-and-downs gekend. Waar vroeger de decreten bij manier van spreken op Sociale Raad geschreven werden, is Sociale Raad onder de nieuwe LOKO-structuur volledig opgegaan in LOKO, al zijn de functies gebleven. 
Het hoofdprincipe is altijd de democratisering van het onderwijs geweest. Een vage term, maar doorheen de jaren is die altijd kunnen meegaan. Democratisering valt immers te bekijken vanuit verschillende perspectieven. Intern neemt men de taak op zich de kringen van de materie van de sociale sector op de hoogte te stellen en hen democratisch daarin te laten beslissen, terwijl men extern, bij de bestuursorganen van de universiteit, de toegang en de leefomstandigheden voor het studeren voor iedereen zo goed mogelijk probeert te maken.

### Cultuurraad
Het doel van de Cultuurraad was enerzijds cultuur dichter bij de leefwereld van de student brengen en anderzijds het bevorderen van de algemene interesse van alle studenten in cultuur. Ook vormde zij een mening over de culturele sector in zijn geheel, die door LOKO werd uitgedragen. De cultuurraad leeft nu voort als LOKO Cultuur.
In 1977 is uit de cultuurraad het STUK (Studenten Kunstencentrum) ontstaan. In de loop van de jaren 80 en 90 is dit kunstencentrum een steeds onafhankelijker koers gaan varen. Sinds 1986 is het een aparte vereniging zonder winstoogmerk en sinds 2001 staat het ook vrijwel volledig los van de cultuurraad. De Leuvense studenten zijn via LOKO Cultuur wel nog vertegenwoordigd in Stuk.

### Sportraad
De Sportraad probeerde de student warm te maken voor sport en ze daarin ook actief te laten worden. Zij waren bovendien verantwoordelijk voor een aantal jaarlijkse klassiekers zoals de 24 urenloop en de studenten-halve-marathon. De Sportraad leeft nu verder als LOKO Sport.
Naast deze vier geledingen had je nog drie andere geledingen die geen algemene vergadering met kringvertegenwoordigers hadden en in hun dagelijkse werking vrij autonoom waren. Deze geledingen waren ISOL/Portulaca, Veto en The Voice.

### Portulaca
Portulaca was een organisatie van en voor internationale studenten aan de Katholieke Universiteit Leuven. De vertegenwoordiging van de buitenlandse studenten aan de universiteit werd eerst verzorgd door ISOL: de `International Students Organisation of Leuven'. Omwille van interne problemen werd ISOL halfweg jaren 90 heropgericht als Portulaca. Tegenwoordig heet het deel van LOKO dat zich met de buitenlandse studenten bezighoudt LOKO International.

## Studentenkringen van LOKO

### Faculteitskringen
- Faculteit Bewegings- en Revalidatiewetenschappen:
  - Apolloon - Bewegings- en Revalidatiewetenschappen, Campus Leuven
- Faculteit Bio-ingenieurswetenschappen:
  - Landbouwkring - Bio-ingenieurswetenschappen
- Faculteit Economie en Bedrijfswetenschappen:
  - Ekonomika - Economie en Bedrijfswetenschappen, Campus Leuven
- Faculteit Farmaceutische Wetenschappen:
  - Farmaceutica - Farmaceutische wetenschappen
- Faculteit Geneeskunde:
  - Apollonia - Tandheelkunde
  - Eros - Seksuologie
  - KLA - Logopedie en Audiologie
  - Medica - Geneeskunde en Biomedische wetenschappen
  - Medisoc - Medisch-sociale wetenschappen
- Faculteit Industriële Ingenieurswetenschappen:
  - Industria - Industriële Ingenieurswetenschappen, Campus Groep T Leuven
- Faculteit Ingenieurswetenschappen:
  - Vlaamse Technische Kring - Ingenieurswetenschappen
- Faculteit Letteren:
  - Alfa - Archeologie
  - Babylon (voorheen: Germania (Germaanse Filologie), Romania (Romaanse Filologie) en Klio (Klassieke Studies) - Taal- en Letterkunde, Campus Leuven
  - Eoos - Taal- en regiostudies (Arabistiek en Islamkunde, Japanologie, * Oude Nabije Oosten, Sinologie en Slavistiek en Oost-Europakunde)
  - Historia (voorheen: Historia (Moderne Geschiedenis) en Klio (Klassieke Geschiedenis)) - Geschiedenis
  - Mecenas - Kunstwetenschappen
  - Musicologica - Musicologie
- Faculteit Psychologie en Pedagogische Wetenschappen: 
  - Pedagogische Kring - Pedagogische wetenschappen, Campus Leuven
  - Psychologische Kring - Psychologie, Campus Leuven
- Faculteit Rechtsgeleerdheid: 
  - Crimen - Criminologie
  - Vlaams Rechtsgenootschap - Rechten
- Faculteit Sociale Wetenschappen:
  - Politika - Antropologie, Communicatiewetenschappen, Politieke wetenschappen en Sociologie
- Faculteit Theologie en Religiewetenschappen:
  - Katechetika - Theologie
- Faculteit Wetenschappen: 
  - Bios - Biologie
  - Chemika - Chemie en Biochemie & Biotechnologie
  - Atlas - Geografie & Geologie
  - Wina - Wiskunde, Informatica, Fysica en Sterrenkunde
- Hoger Instituut voor Wijsbegeerte:
  - NFK - Wijsbegeerte
- Bijzondere Faculteit Kerkelijk recht:
  - Canonica - Kerkelijk recht

### Kringen hogescholen

#### UC Leuven-Limburg (UCLL)
De Leuvense Kringen verbonden aan de UCLL
- De Kelten - Campus Proximus (Bedrijfsmanagement en Office management)
- Diana - Campus Proximus en campus Gasthuisberg (Toegepaste informatica, Voedings- en dieetkunde, Biomedische laboratoriumtechnologie en Chemie)
- Docentica - Campus Hertogstraat (Kleuteronderwijs, Lager onderwijs en Secundair onderwijs)
- SocA - Campus Sociale School (Sociaal werk en Sociale readaptatiewetenschappen)
- StEIL - Campus Gasthuisberg (Verpleegkunde, Vroedkunde en Mondzorg)

Overkoepelende Raden
- Overkoepelende Kringraad (OKeR)

#### Lemmensinstituut
- Cluster - Muziek en podiumkunsten

### Vroegere kringen (sinds 1986)
- Anthropolis - Faculteit Sociale Wetenschappen: Antropologie - opgenomen in Politika
- Dali - Faculteit Wetenschappen: Aanvullende licentie informatica - Opgenomen in Wina
- Germania - Faculteit Letteren: Germaanse taal- en letterkunde - gefuseerd tot Babylon
- Klio - Faculteit Letteren: Oude Geschiedenis en Klassieke taal- en letterkunde - deels opgenomen in Historia, deels gefuseerd tot Babylon
- Romania - Faculteit Letteren: Romaanse taal- en letterkunde - gefuseerd tot Babylon
- Didactica - KH Leuven: Lerarenopleiding, gefuseerd tot Docentica
- Educata - Groep T: Lerarenopleiding, gefuseerd tot Docentica